# John Cena
John Felix Anthony Cena (West Newbury, Massachusetts, 23. travnja  1977.) je američki hrvač i glumac. Težak je 114 kg, a visok 185 cm. Borio se u ringu sa svjetskim prvakom po UFC-u Brockom Lesnarom. Trenutno ima ugovor s organizacijom WWE i jedan je od njihovih najpoznatijih hrvača.

## Naslovi i nagrade

### Ultimate Pro Wrestling
- UPW Heavyweight Championship[4]

### Ohio Valley Wrestling
- OVH Heavyweight Championship[5]
- OVH Southern Tag Team Championship (1 put) - sa  Ricom Constantinom[6]

### WWE
- WWE World Heavyweight Championship (13 puta)
- WWE World Championship[7]
- WWE United States Championship (5 puta)
- WWE Raw Tag Team Championship (1 puta s Mizom, 2 puta s Davidom Otungom)
- World Tag Team Championship (2 puta s Batistom, 1 puta sa Shawnom Michaelsom) *Money in the Bank 2012.
- Royal Rumble 2008. i 2013.
- Money in the Bank 2012. - kovčeg-ugovor za bilo koji meč za bilo koju WWE titulu[8]

### Pro Wrestling Ilustrated
- Feud Godine (2006.) protiv Edgea[9]
- Feud Godine (2011.) protiv CM Punka
- Meč Godine (2007.) protiv  Shawna Michaelsa na  Rawu
- Meč Godine (2011.) protiv CM Punka na Money In The Banku
- Meč Godine (2013.) protiv  Daniela Bryana na SummerSlamu
- Meč Godine (2014.) protiv  Braya Wyatta u Last Man Standing meču na Paybacku
- Meč Godine (2016.) protiv A.J. Stylesa na SummerSlamu

## Filmografija
| Godina | Film                   | Uloga           | Bilješke |
| ------ | ---------------------- | --------------- | -------- |
| 2000.  | "Spremni za igru"      |                 |          |
| 2006.  | "Marinac iznad zakona" | John Triton     |          |
| 2009.  | "12 Rundi"             | Danny Fisher    |          |
| 2010.  | "Legendary"            | Mike Chetley    |          |
| 2010.  | "Fred: The Movie"      | Mr. Fingglehorn |          |
| 2017.  | "Tatica se vratio 2"   | Roger           |          |
| 2017.  | "Ferdinand"            | Bik Ferdinand   | glas     |
| 2018.  | "Bumblebee"            | Burns           |          |

## U profesionalnom hrvanju
- Završni potezi
  - AA – Attitude Adjustment[10]/FU[11] (Standardni fireman's carry izvedeno s kneeling takeoverom, ponekad s Dignute pozicije ili kao napad na nadolazećeg natjecajtelja)[12][13] – 2003–danas
  - Killswitch/Protobomb/Protoplex[14] (OVW/UPW) (Spin-out powerbomb) (WWE) – 1999–2003; upotrijebljen kao pojedinačni potez[15]
  - STF[10]/STFU[16] – 2005–danas
- Pojedinačni potezi
  - DDT[17]
  - Diving leg drop bulldog[17]
  - Dropkick[14][17]
  - Emerald Flowsion[17]
  - Five Knuckle Shuffle[14] (Running delayed fist drop, with theatrics, sometimes diving from the top rope)[18]
  - Half nelson dropped into a neckbreaker[17][19][20]
  - Hurricanrana[17]
  - Lariat[17]
  - Mnoge varijacije suplexa
    - Belly-to-back[17]
    - Fisherman[14]
    - Gutwrench[17][21]
    - Side belly-to-belly[22]
    - Vertical, a ponekad i delaying[23]

  - Running leaping shoulder block[14]
  - Running one-handed bulldog[24]
  - Sitout hip toss[14]
  - Sitout powerbomb[17][25]
  - Spinebuster[14] – 2002–2005; used rarely thereafter
  - Springboard stunner[26] – 2015–danas
  - Sunset flip powerbomb[27][28] – 2015–danas
  - Throwback[14] (Running neck snap za sagnuti protivnika) – 2002–2011
  - Tornado DDT, obično na drugom užetu[17]
- Nadimci
  - "Big Match John"
  - "The Cenation Leader"[29]
  - "The Chain Gang Soldier"[30]
  - "The Champ"[31]
  - "The Doctor of Thuganomics"[32][33]
  - "The Face of WWE"[34]
  - "The Face That Runs the Place"[35]
- Menadžeri
  - Kenny Bolin[36]
- Ulazne pjesme
  - "Slam Smack" od R. Hardy (FirstCom Production Music) (June 27, 2002 – November 21, 2002)[37]
  - "Insert Bass Here" od DJ Case (FirstCom Production Music) (November 28, 2002 – February 13, 2003)[38]
  - "Basic Thuganomics" od John Cena (March 27, 2003 – March 10, 2005; April 5, 2009; March 12, 2012)[nedostaje izvor]
  - "The Time Is Now" od John Cena i The Trademarca (March 17, 2005–danas)[nedostaje izvor]
  - "We Are One" by 12 Stones (October 3, 2010 – November 21, 2010; used while a part of The Nexus)[nedostaje izvor]

## Vanjske poveznice
- Dnevno.hr – Ratko Martinović: »Loš PR u dijaspori – Koje su svjetski poznate osobe podrijetlom Hrvati, a da to niste ni znali« (objavljeno 28. listopada 2012.)